# Montasio
Montasio is een Italiaanse kaas en dankt zijn naam aan de Jôf di Montasio een berg in Friuli-Venezia Giulia, in het noordoosten van Italië.
Montasio kaas wordt geproduceerd sinds de dertiende eeuw. Deze kaas vindt zijn oorsprong op de abdij van Moggio Udinese. De kaas wordt gemaakt van koemelk in de vorm van platte wagenwielen en heeft een gladde korst. Montasio moet minimaal 60 dagen rijpen. Kaas van 60 tot 120 dagen oud wordt verkocht als Fresco (jong). Montasio van 5 tot 10 maanden oud wordt Mezzano (belegen) genoemd en gebruikt als milde dessertkaas. De Vecchio of Stagionato (oude kaas) is 10 maanden of ouder en is een geurige pikante kaas die kan worden gebruikt om te raspen of in brokjes als borrelhap. Bij het ouder worden wordt de korst donkerder.
De kaas wordt geproduceerd in de provincies Udine, Pordenone, Gorizia, Belluno en Treviso, en in het noorden van de provincies Padua en Venetië.
Montasio kaas heeft sinds 12 juni 1996 de status van Beschermde oorsprongsbenaming (BOB) in de Europese Unie.

## Trivia
Oude Montasio (vecchio) wordt gebruikt voor het maken van frico, een soort harde, krokante kaaskoek, uit de Karnische Alpen. Deze werd vroeger veel meegegeven aan herders.